# Obereopsis maculicornis
Obereopsis maculicornis là một loài bọ cánh cứng trong họ Cerambycidae.